# سرطان كايرو
سرطان كايرو (بالإنجليزية: Kairo cancer)‏ هي حالة جلدية قد تحدثُ بسبب التعرضِ لحرارة الوقود الهيدروكربوني، والناتجة من أجهزة تدفئة الملابس، التي تعملُ بالفحم.